# Alpen- und Donau-Reichsgaue

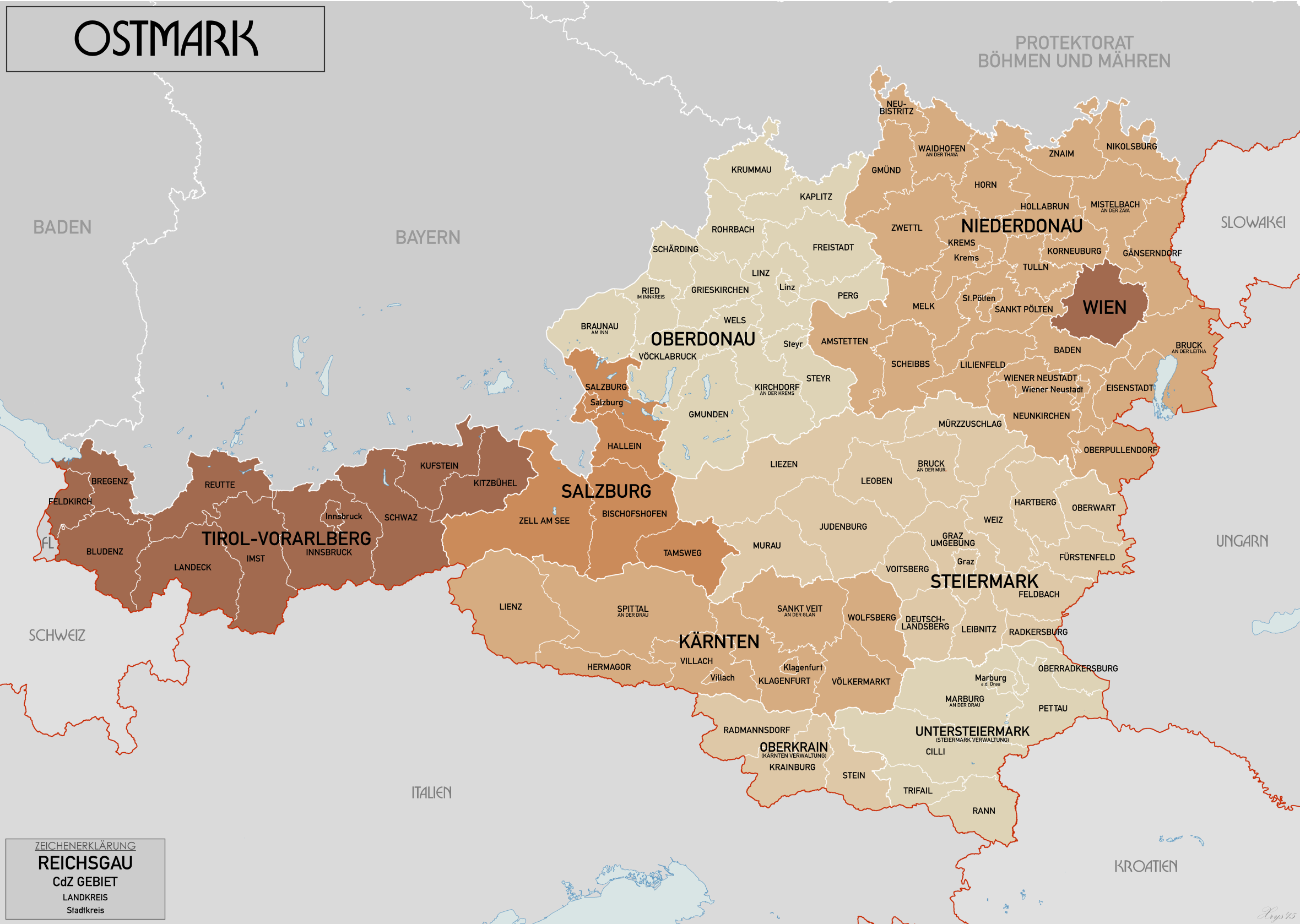
Ostmark 1941: Reichsgaue, Land- und Stadtkreise

Als Alpen- und Donau-Reichsgaue oder auch Donau- und Alpenreichsgaue, bis 1942 Ostmark, wurde das ehemalige Österreich in der Zeit des Nationalsozialismus (von 1938 bis 1939 formell noch als Land Österreich) bezeichnet.

## Benennung
Österreich war mit dem „Anschluss“ de facto am 12. März, de jure am 13. März 1938 als Land dem Deutschen Reich (ab 1943 Großdeutsches Reich) eingegliedert worden, wodurch die staatliche Existenz der Ersten Republik im Jahre 1938 effektiv beendet wurde. Adolf Hitler ließ das neu gewonnene Wirtschaftsgebiet per Verordnung über die Errichtung der Reichstreuhänderverwaltung im Lande Österreich vom 14. Oktober 1938 in „Ostmark“ umbenennen. Ostmark ist eine im 19. Jahrhundert aufgekommene Übertragung des mittelalterlichen Namens Ostarrichi bzw. Marcha orientalis. Dies sollte das regionale Identitätsbewusstsein schwächen und zugleich die Selbstwahrnehmung als Teil einer einzigen deutschen Nation im politischen Konstrukt des Altreiches stärken. Zusätzlich sollten offene Konnotationen zur mittelalterlichen Einheit des Deutschtums in diese Richtung arbeiten. Ab 1940 wurden die Gebiete Österreichs bzw. der Ostmark auch amtlich als Reichsgaue der Ostmark bezeichnet. Im Januar 1942 wurde dieser Begriff, der zu sehr an die ehemalige Eigenstaatlichkeit des Landes erinnerte, im Sinne der NS-Propaganda verboten und durch die Bezeichnung Alpen- und Donau-Reichsgaue des Großdeutschen Reichs ersetzt.

## Verwaltungsgliederung
Das Land Österreich wurde in sieben Gaue geteilt, die 1942 zu Reichsgauen wurden:
- Kärnten
- Niederdonau (inkl. Teile des Burgenlands und der Tschechoslowakischen Republik)
- Oberdonau (inkl. Teile der Tschechoslowakischen Republik)
- Salzburg
- Steiermark (inkl. Teile des Burgenlands)
- Tirol-Vorarlberg
- Wien (Groß-Wien)

Durch das Ostmarkgesetz vom 14. April 1939 wurde das ehemalige österreichische Staatsgebiet in sieben Reichsgaue aufgeteilt, die nur zum Teil den österreichischen Bundesländern entsprachen. An ihrer Spitze stand je ein der Regierung in Berlin unterstehender Reichsstatthalter, der gleichzeitig als NSDAP-Gauleiter fungierte. Mit diesem Parteirang wurden die Betreffenden meist auch dann bezeichnet, wenn sie in staatlicher Funktion auftraten.
Um die Bezeichnung Österreich auch aus den Namen der vormaligen Bundesländer Ober- und Niederösterreich zu tilgen, wurden diese ab 1939 als Oberdonau beziehungsweise als Niederdonau bezeichnet. Weitere Änderungen betrafen Tirol und Vorarlberg, die zu einem Gau Tirol-Vorarlberg vereinigt wurden, Osttirol wurde später an Kärnten angeschlossen. Das Burgenland wurde aufgelöst und zwischen Niederdonau (Niederösterreich, Bezirke Neusiedl, Eisenstadt, Mattersburg und Oberpullendorf) und der Steiermark (Bezirke Oberwart, Güssing und Jennersdorf) aufgeteilt. Das Ausseerland, steirischer Anteil am Salzkammergut, kam zu Oberdonau, dem „Heimatgau des Führers“.
Wien wurde durch einige vormals niederösterreichische Gebiete erweitert, dadurch wurde das neu geschaffene Groß-Wien zur flächenmäßig größten Stadt des Deutschen Reiches, blieb aber bevölkerungsmäßig hinter Groß-Berlin die zweitgrößte. Außerdem wurden durch das Münchner Abkommen 1938 und sodann nach der Zerschlagung der Rest-Tschechoslowakei im Frühjahr 1939 die – im Konzept Deutschösterreichs von 1918 beanspruchten stark deutschsprachigen – Gebiete in Südböhmen (Landkreise Kaplitz und Krummau an der Moldau) und Südmähren (Landkreise Nikolsburg, Znaim und Neubistritz) den Gauen Ober- und Niederdonau zugeschlagen. Im Juli 1939 wurde nachgebessert und der ursprünglich dem Gau Niederdonau zugewiesene südböhmische Gerichtsbezirk Gratzen an Oberdonau übergeben. Weil das angegliederte Gebiet von Gratzen im staatlichen und Parteibereich zum Reichsgau Oberdonau kam, aber kirchenrechtlich zunächst bei St. Pölten (Niederdonau) verblieb, wurde es im Volksmund auch gern „Mitteldonau“ genannt.

## Dokumentarfilm
2021 erschien die bislang erste Dokumentarfilmproduktion, die sich explizit mit den Gauleitern der Alpen- und Donau-Reichsgaue auseinandersetzt und die Entwicklungsgeschichte dieser nationalsozialistischen Verwaltungseinheiten aufzeigt. Regisseur Christian Hager wurde dafür mit dem Fernsehpreis der Österreichischen Erwachsenenbildung ausgezeichnet.
- Hitlers österreichische Helfer. Die Gauleiter der Ostmark. Doku-Zweiteiler (2 × 45 Min.), A 2021, Buch und Regie: Christian Hager.